# Religiose di Gesù-Maria
Le Religiose di Gesù-Maria (in francese Religieuses de Jésus-Marie) sono un istituto religioso femminile di diritto pontificio: le suore di questa congregazione pospongono al loro nome la sigla R.J.M..

## Storia

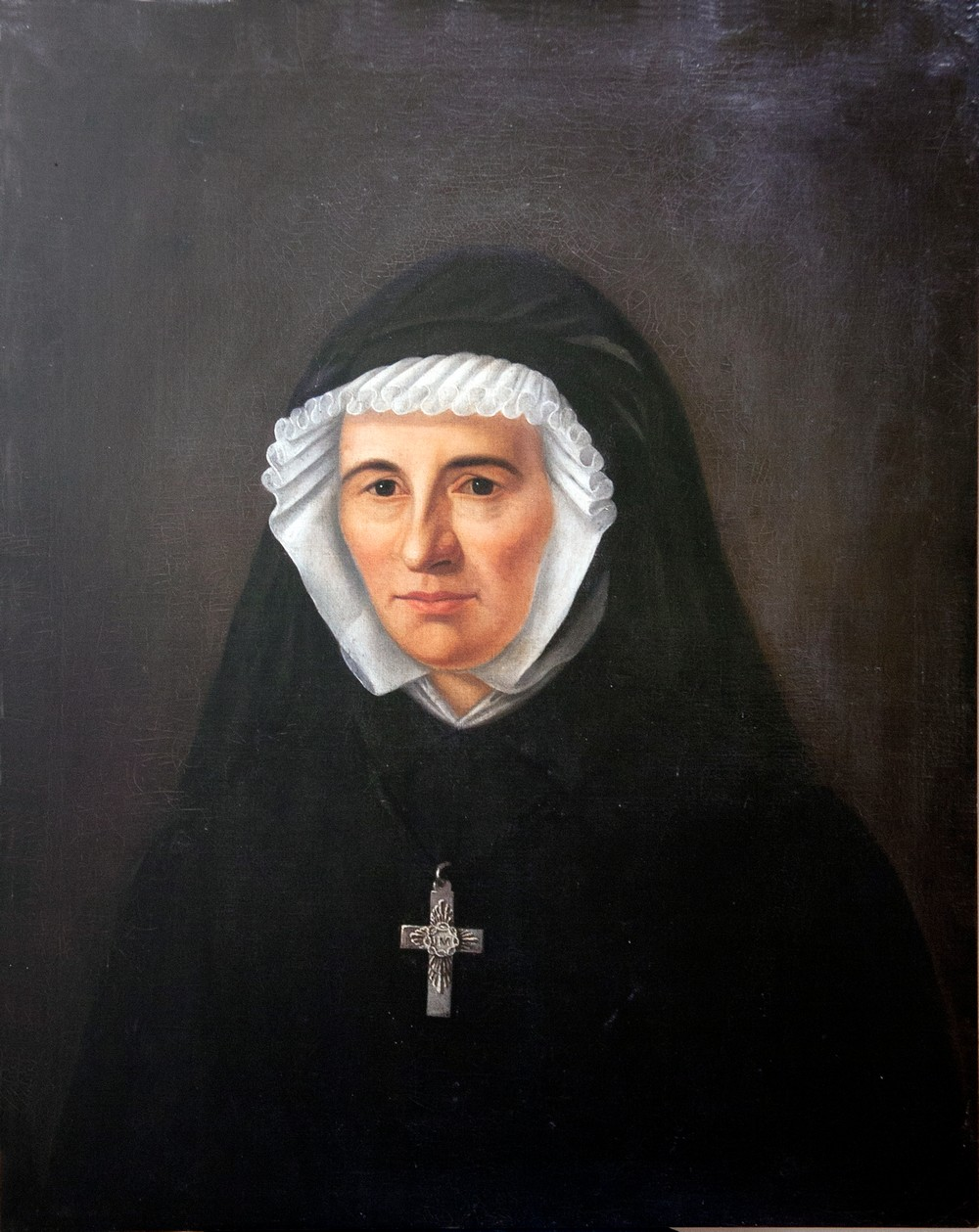
Claudine Thévenet, fondatrice della congregazione

Le origini della congregazione risalgono al 1816, quando Claudine Thévenet (1774-1837) aprì presso la parrocchia di St-Bruno a Lione una casa della provvidenza per accogliere e formare le fanciulle orfane. Con l'aiuto di André Coindre (1787-1826), il 6 ottobre 1818 la Thévenet fondò una comunità di suore per dirigere l'opera.
In origine la congregazione era dedicata al Sacro Cuore di Gesù (come quella di padre Coindre), ma nel 1842 l'arcivescovo di Lione Louis-Jacques-Maurice de Bonald consigliò alle religiose di assumere l'attuale nome.
L'istituto ricevette il pontificio decreto di lode il 21 dicembre 1847.
La fondatrice (in religione, madre Maria di Sant'Ignazio) è stata canonizzata da papa Giovanni Paolo II il 21 marzo 1993.

## Attività e diffusione
Finalità dell'istituto è l'istruzione ed educazione cristiana della gioventù, con particolare attenzione per quella povera e abbandonata.
Sono presenti in Europa (Francia, Germania, Irlanda, Italia, Regno Unito, Spagna), Africa (Camerun, Guinea Equatoriale, Gabon, Nigeria), Asia (Filippine, India, Libano, Pakistan, Siria), e America (Argentina, Bolivia, Canada, Colombia, Cuba, Ecuador, Haiti, Messico, Stati Uniti d'America, Uruguay). La sede generalizia è a Roma.
Al 31 dicembre 2005 l'istituto contava 1.509 religiose in 193 case.